# 沼尻大輝
沼尻 大輝（ぬまじり だいき、1987年8月7日 - ）は、日本のラグビーユニオン選手。

## プロフィール
- 埼玉県熊谷市出身。
- ポジションはウィング(WTB)、フルバック(FB)。
- 身長 178cm、体重 86kg
- ニックネームはジリ。
- U19日本代表に選ばれたことがある[1]。

## 来歴
7歳からラグビーを始めた。
2006年、熊谷工業高校卒業後、帝京大学に入る。なお熊谷工業高校時代、主将を務めたことがある。
2010年、帝京大学卒業後、NTTコミュニケーションズシャイニングアークスに加入。同年10月3日に行われたジャパンラグビートップリーグ第4節の三洋電機ワイルドナイツ戦に途中出場で公式戦初出場を果たした。
2019年、NTTコミュニケーションズシャイニングアークスを退団した。